# Tomentellopsis bresadolana
Tomentellopsis bresadolana är en svampart som först beskrevs av Sacc. & Trotter, och fick sitt nu gällande namn av Jülich & Stalpers 1980. Tomentellopsis bresadolana ingår i släktet Tomentellopsis och familjen Thelephoraceae.   Inga underarter finns listade i Catalogue of Life.